# James Hamilton (författare)
James Hamilton, född den 27 november 1814, död den 24 november 1867, var en skotsk predikant. 
Hamilton vann stort rykte som predikant i London vid en talrik presbyteriansk församling och utgav många mycket spridda uppbyggelseskrifter, exempelvis Life in earnest ("Allvar i lifvet", 1852), The mount of olives ("Oljoberget", 1855) och The happy home ("Ett lyckligt hem", 1864).